# Tumbleweed
Tumbleweed (bra: A Ronda da Vingança) é um filme estadunidense de 1953 do gênero faroeste, dirigido por Nathan Juran e estrelado por Audie Murphy e Lori Nelson.
Tumbleweed é o nome do cavalo que o herói ganha de um rancheiro. Ele terá papel decisivo no desenrolar da história. Lee Van Cleef, em um de seus primeiros trabalhos, é o bandido que ele se acostumou a interpretar antes da fama alcançada nos spaghetti westerns.
Murphy, por sua vez, recusou os dublês e fez ele mesmo todas as cenas de perigo.

## Sinopse
Jim Harvey é o guia de uma caravana que se dirige ao Velho Oeste. Após um ataque dos índios, Jim tenta negociar com Aguila, chefe dos Yaquis, mas é preso, enquanto a caravana é dizimada. Depois de escapar, ele é responsabilizado pelo massacre e é salvo da forca pelo xerife Murchoree. Jim foge com a ajuda de Tigre, filho de Aguila e seu amigo, porém é ferido. Recebe guarida no rancho de Nick Buckley, que lhe dá de presente Tumbleweed, um cavalo ruim de trote.
Já há algum tempo, Jim desconfia que homens brancos têm se passado por índios e promovido os ataques. Ao investigar,  recebe surpreendente colaboração de Tumbleweed, que se revela muito mais inteligente do que se suspeitava.

## Elenco
| Ator/Atriz         | Personagem       |
| ------------------ | ---------------- |
| Audie Murphy       | Jim Harvey       |
| Lori Nelson        | Laura Saunders   |
| Chill Wills        | Xerife Murchoree |
| Roy Roberts        | Nick Buckley     |
| Russell Johnson    | Lam Blandon      |
| K. T. Stevens      | Louella Buckley  |
| Madge Meredith     | Sarah Blandon    |
| Lee Van Cleef      | Marv             |
| I. Stanford Jolley | Ted              |
| Eugene Iglesias    | Tigre            |
| Lyle Talbot        | Max Weber        |